# Эмерсон, Ральф Уолдо
Ральф Уо́лдо Э́мерсон (англ. Ralph Waldo Emerson; 25 мая 1803, Бостон, США — 27 апреля 1882, Конкорд, США) — американский эссеист, поэт, философ

, пастор, лектор, общественный деятель; один из виднейших мыслителей и писателей США.
В своём эссе «Природа» («Nature», 1836) первым выразил и сформулировал философию трансцендентализма. Написал знаменитую речь «Американский учёный» («American Scholar», 1837), которую Оливер Уэнделл Холмс-старший назвал «Интеллектуальной декларацией независимости». Его философия затрагивала вопросы личности, свободы, взаимоотношения духа и природы. Друг и наставник Генри Дэвида Торо.
Член Американской академии искусств и наук (1864), иностранный член французской Академии моральных и политических наук (1877).

## Биография
Отец его был унитарианским пастором, после смерти которого семья долго бедствовала.
В 1821 году Уолдо окончил Гарвард, где получил теологическое образование. По окончании университета он принял духовный сан и стал проповедником в Унитарианской церкви Бостона.
Был либеральным пастором Унитарианской церкви Новой Англии. Но после скоропостижной смерти первой жены пережил идейный кризис, в результате которого, осенью 1832 года, выступил против обряда Тайной Вечери, предложив прихожанам отменить его исполнение. В ходе возникшего конфликта был вынужден покинуть свой приход, продолжив выступать с проповедями как приглашаемый пастор до 1838 года по разным приходам Массачусетса. За свою проповедническую деятельность достопочтенный Эмерсон написал около 190 проповедей. Зарабатывал на жизнь чтением лекций и к 1850-му стал известен за пределами США.
Женившись в 1835 году во второй раз, обосновался в Конкорде (Массачусетс), хотя география его лекторских выступлений уже включала Канаду, Калифорнию, Англию и Францию.
Время от времени он переписывал свои старые лекции, составляя из них сборники: «Очерки» (1844), «Представители человечества» (Representative Men, 1850), «Черты английской жизни» (English Traits, 1856), «Нравственная философия» (The Conduct of Life, 1860). В 1846 и 1867 годах вышли книги его стихов. Некоторые его поэмы — «Брама» (Brahma), «Дни» (Days), «Снежная буря» (The Snow-Storm) и «Конкордский гимн» (Concord Hymn) — вошли в классику американской литературы.
Умер в Конкорде 27 апреля 1882 года. Посмертно опубликованы его Дневники (Journals, 1909—1914).

## Литературная деятельность и трансцендентализм

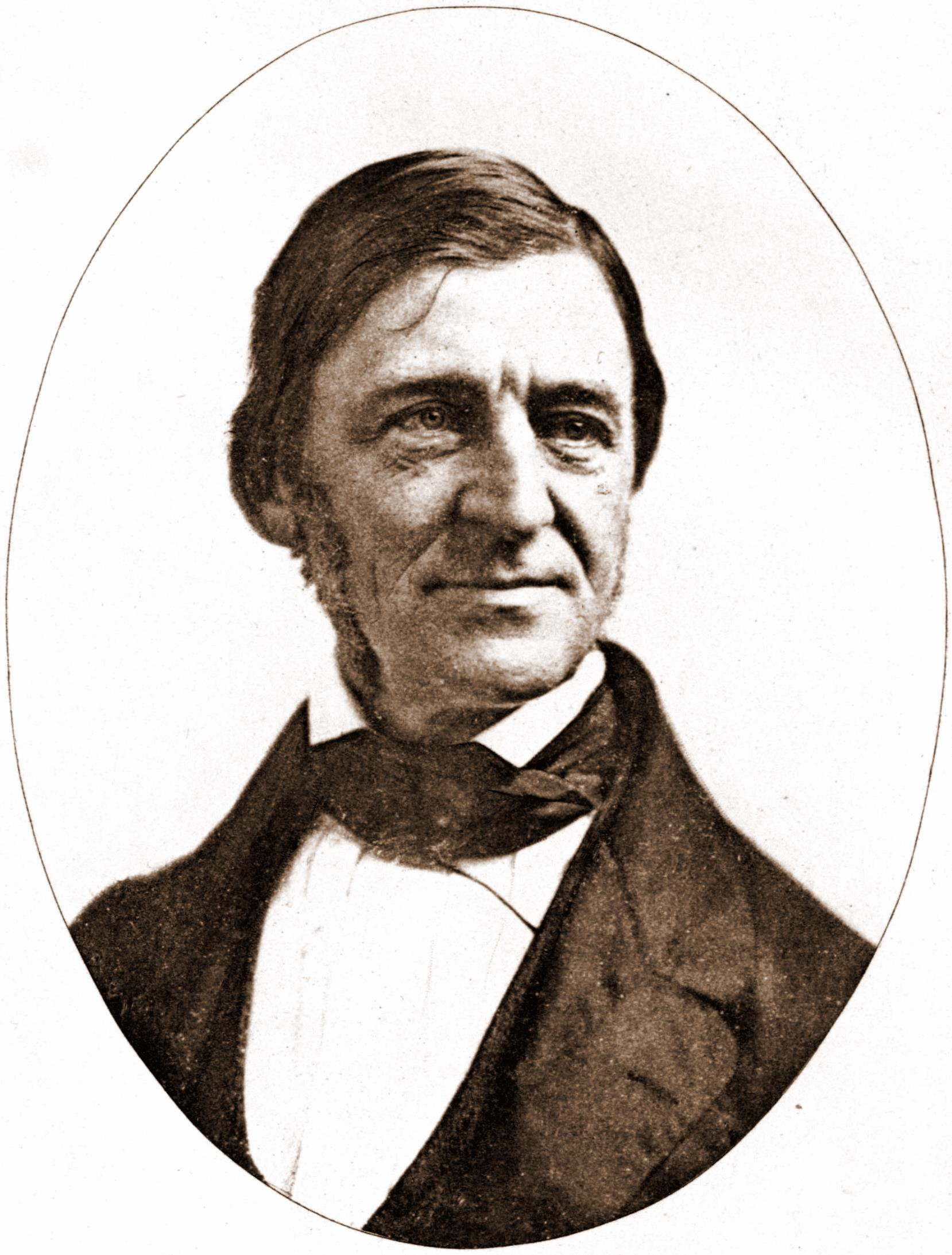
Эмерсон в 1859 году

Манифестом религиозно-философского движения трансцендентализма стала первая книга Ральфа Уолдо Эмерсона «Природа» (Nature, 1836). В этом эссе, в последовавшей за ним исторической речи «Американский учёный» (American Scholar, 1837), в «Обращении к студентам богословского факультета» (Address, 1838), а также в эссе «Доверие к себе» (Self-Reliance, 1841) он говорил с молодыми диссидентами своего времени как бы от их имени. «Мы начинаем жить, — учил он, — лишь тогда, когда начинаем доверять своей внутренней силе, „я“ своего „я“, как единственному и достаточному средству против всех ужасов „не я“. То, что называется человеческой природой, — лишь внешняя оболочка, короста привычки, погружающая врожденные силы человека в противоестественный сон». Суммируя своё творчество, Эмерсон указывал, что оно посвящено «бесконечности частного человека».
Философские взгляды Эмерсона сложились под влиянием классической немецкой философии с её идеализмом, а также историософских построений Томаса Карлейля. История эмерсоновской мысли — это мятеж против созданного в XVIII веке мира механической необходимости, утверждение суверенности «я». Со временем он усвоил новую идею естественной эволюции, пришедшую к нему из источников «до Дарвина», и начал с растущим пониманием относиться к восточной философии.
Его взгляды на Бога были пантеистическими и пандеистическими. Бога и природу, по его мнению, нужно воспринимать посредством вдохновения (англ. insight) и наслаждения (англ. delight), а не через исторические тексты. Он восхищается природой, восхваляет её как «плантацию Бога» и ценит одиночество (англ. solitude) на её лоне. Природа и Душа — это два компонента Вселенной (англ. universe). Под природой Эмерсон понимает фихтеанско-шеллингианское «не-я» (англ. the not me), которое включает в себя всю область мыслимого, в том числе искусство, других людей и даже собственное тело. Однако даже душа человека не противостоит Природе. Она является частью Бога и через неё проходят «токи Универсального Бытия» (англ. the currents of the Universal Being).
Этика философа строится на индивидуализме. Резкая критика капитализма по Эмерсону рассматривает институт собственности в его нынешнем виде как несправедливый и пагубно воздействующий на души людей. При этом общественный идеал Эмерсона по сути является частнособственнической утопией, в которой каждый индивид сможет жить простой жизнью свободного фермера или ремесленника в гармонии с природой.
В политике придерживался либерально-демократических взглядов, прославлял свободу и равенство, обличал угнетение и милитаризм. В зрелом возрасте начал публично выступать против рабства и принимал у себя Джона Брауна. В 1860 году Эмерсон голосовал за Авраама Линкольна и был недоволен, что тот медлит с отменой рабства, дабы сохранить единство Союза. Он писал, что «нынешняя демократия не имеет ничего общего с подлинно демократическим началом. Насквозь проникнутая торгашеским духом, она обречена на гибель».

## Наследие

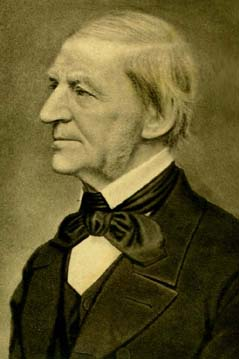

Его влияние на развитие американской мысли и литературы трудно переоценить. Либералы его поколения признали его своим духовным лидером. Он оказал очень большое влияние на Г. Торо, Г. Мелвилла и У. Уитмена. Впоследствии его влияние испытали Эмили Дикинсон, Э. А. Робинсон и Р. Фрост; самое «американское» из всех философских течений, прагматизм, демонстрирует явную близость к его взглядам; его идеями вдохновлялось «модернистское» направление протестантской мысли. Однако в Америке были и противники трансцендентализма, среди них такие видные писатели как Натаниел Готорн и Эдгар По, при этом сам Готорн говорил, что у Эмерсона лицо — как солнечный луч.
Ральф Эмерсон завоевал симпатии читателей в Германии, оказав влияние на Фридриха Ницше. Во Франции и Бельгии он не был столь популярен, хотя им интересовались Морис Метерлинк, Анри Бергсон и Шарль Бодлер.
В России писатель произвёл сильное впечатление на Льва Толстого и ряд других русских писателей. По ряду высказываний Льва Толстого в дневниках, письмах и статьях можно увидеть сходство воззрений Толстого с философией Эмерсона, которая естественно вписывается в систему взглядов русского писателя. Лев Толстой ставил Эмерсона очень высоко, называя его «христианским религиозным писателем».
Во второй половине XIX века Ральф Эмерсон занял пустовавшее после смерти Бенджамина Франклина место духовного лидера американской нации.
Русские переводы сочинений Эмерсона выходили до революции 1917 года.
В 2001 году опубликован том его сочинений в русском переводе (сделанном ещё в 1907 году) под общим названием «Нравственная философия».

## Произведения
- Эмерсон Р. Избранники человечества. С введ. Джона Морлея и вступ. ст. Ю. И. Айхенвальда. Пер. с англ. С. Г. Займовского. Москва: «Проблемы эстетики», 1912. XIV, 228 с.
- Эмерсон Р. Нравственная философия. М. 2001
- Эмерсон Р. Сверхдуша // Вестник теософии : журнал. — 2015. — № 13.